# Aux yeux de tous (film, 2015)
Pour l’article homonyme, voir Aux yeux de tous.
Pour plus de détails, voir Fiche technique et Distribution.
Aux yeux de tous ou Dans ses yeux au Québec (Secret in Their Eyes) est un thriller psychologique américain écrit et réalisé par Billy Ray, sorti en 2015. Il s'agit de l’adaptation du roman argentin Dans ses yeux (La pregunta de sus ojos) d'Eduardo Sacheri (2005), déjà adapté dans le film argentin Dans ses yeux (El secreto de sus ojos) de Juan José Campanella (2009) qui avait remporté l’Oscar du meilleur film en langue étrangère en 2010.

## Synopsis
En pleine enquête sur les risques d'attentats aux États-Unis, après ceux du 11 septembre 2001, une enquêtrice du FBI, Jessica Cobb (Julia Roberts), découvre avec horreur que sa fille unique, Carolyn, a été violée et tuée. L'auteur du crime n'est pas retrouvé, malgré des soupçons envers un indicateur de la police.
Kasten (Chiwetel Ejiofor), qui était censé rencontrer Carolyn pour organiser une fête surprise pour Jess mais était en retard en raison de conflits de travail, se sent responsable de sa mort, tandis que Jess ressent le besoin croissant de quitter la ville. Alors qu'il aide Jess à faire ses valises, Ray remarque des photos d'un pique-nique organisé pour les forces de l'ordre dans lesquelles on voit un jeune homme regarder Carolyn. Ray scanne la photo et la compare à Anzor Marzin, qui est un informateur dans l'enquête sur le terrorisme. Le procureur Martin Morales hésite à poursuivre Marzin, craignant que cela ne compromette l'enquête sur le terrorisme. L'officier Reggie Siefert fait venir un suspect nommé Aban Ghazala, dont Ray réalise qu'il n'est pas le tueur.
Ray force Siefert à admettre qu'il a piégé Ghazala comme bouc émissaire pour protéger Marzin. Ray et le détective Bumpy Willis traquent et arrêtent Marzin au Dodger Stadium. Claire se dispute avec Ray sur ses méthodes tout en se moquant de Marzin en prétendant qu'il n'était pas capable du crime car il a petit sexe contrairement au violeur, le poussant à l'exposer, à avouer le crime et à attaquer Claire. Ray bat Marzin, ce qui conduit Morales à ordonner sa libération. Alors que Marzin jubile, un Ray enragé suggère qu'ils le tuent avant qu'il ne s'enfuie, mais Jess refuse de suivre cette voie, disant que la mort serait trop facile pour lui. Après sa libération, la police retrouve la camionnette de Marzin, mais Siefert la brûle pour détruire les preuves contre Marzin.
Treize ans plus tard, Ray Kasten (Chiwetel Ejiofor), désormais chef de la sécurité des Mets de New York, obsédé par le crime, revient et demande la réouverture de l'enquête. Il retrouve Claire, désormais procureure, tandis que Jess, qui est asociale depuis la perte de sa fille, est la principale enquêtrice de Claire. Ray trouve un homme nommé Clay Beckwith, qu'il croit être Marzin vivant sous un pseudonyme. L'enquête mène finalement à une fusillade avec Beckwith au cours de laquelle Siefert est tué. Beckwith et ses hommes sont arrêtés, mais Jess insiste sur le fait que Beckwith n'est pas Marzin.
Lorsque Ray et Claire rendent visite à la ferme isolée de Jess, elle avoue qu'elle a trouvé et tué Marzin treize ans auparavant, peu de temps après que Ray ait quitté Los Angeles. Plus tard, Ray suit Jess dans sa grange et découvre que Marzin est en fait vivant, après avoir été emprisonné dans une cage pendant plus d'une décennie. Marzin supplie Ray de demander à Jess de lui parler. Ray sort son arme et la laisse à Jess alors qu'il sort et commence à creuser une tombe. Ray entend Jess tirer sur Marzin. Les deux se rencontrent avec un sentiment de soulagement tandis que Claire clôture officiellement l'affaire de Carolyn.

## Fiche technique
Sauf indication contraire, les informations mentionnées dans cette section peuvent être confirmées par la base de données cinématographiques IMDb,  présente dans la section « Liens externes ».
- Titre original : Secret in Their Eyes
- Titre français : Aux yeux de tous
- Titre québécois : Dans ses yeux[1]
- Réalisation : Billy Ray
- Scénario : Billy Ray, d'après le roman Dans ses yeux (La pregunta de sus ojos) d'Eduardo Sacheri (2005)
- Direction artistique : Nelson Coates
- Décors : Colin De Rouin
- Costumes : Shay Cunliffe
- Photographie : Daniel Moder
- Musique : Emilio Kauderer
- Production : Matt Jackson et Mark Johnson
- Sociétés de production : Gran Via Productions et IM Global
- Sociétés de distribution : STX Entertainment
- Budget : 19,5 millions de dollars[réf. nécessaire]
- Pays d’origine :  États-Unis
- Langue originale : anglais
- Format : couleur - 35 mm - 2,35:1 - Son Dolby numérique
- Genres : thriller psychologique, policier
- Durée : 111 minutes
- Dates de sortie : 
  - Italie : 12 novembre 2015
  - Canada, États-Unis : 20 novembre 2015
  - France : 23 mars 2016

## Distribution
- Chiwetel Ejiofor (VF : Frantz Confiac ; VQ : Patrice Dubois) : Raymond « Ray » Kasten
- Nicole Kidman (VF : Danièle Douet ; VQ : Anne Bédard) : Claire Sloan
- Julia Roberts (VF : Céline Monsarrat ; VQ : Mélanie Laberge) : Jessica « Jess » Cobb
- Dean Norris (VF : Jean-François Aupied ; VQ : Patrick Chouinard) : Bumpy Willis
- Michael Kelly (VF : Fabien Jacquelin ; VQ : Antoine Durand) : Reginald « Reg » Siefert
- Alfred Molina (VF : Gabriel Le Doze ; VQ : Manuel Tadros) : Martín Morales
- Lyndon Smith (en) : Kit
- Zoe Graham (VF : Jade Jonot) : Caroline Cobb
- Joe Cole (VF : Juan Llorca ; VQ : Xavier Dolan) : Anzor Marzin / Clay Beckwith
- Don Harvey : Fierro
- Mark Famiglietti : le sergent Jacobs
- Ross Partridge : Ellis

Version française dirigée par Marie-Laure Beneston aux studios de Saint-Ouen, d'après une adaptation des dialogues de Didier Drouin.
 Source et légende : version française (VF) sur RS Doublage et version québécoise (VQ) sur Doublage Québec

## Production
Le tournage débute le 27 janvier 2015 à Los Angeles, au parc Santa Anita[réf. nécessaire].